# Saarska ofenziva
Saarska ofenziva je bila francoska invazija na Saarland v Nacistični Nemčiji v prvih dneh druge svetovne vojne, od 7. do 16. septembra 1939. Prvotni načrti so predvidevali 40 divizij, eno oklepno divizijo, tri mehanizirane divizije, 78 topniških polkov in 40 tankovskih bataljonov za pomoč Poljski, ki je bila takrat v vojni z Nemčijo, z napadom na zanemarjeno nemško zahodno fronto. Kljub temu, da je 30 divizij napredovalo čez mejo, napad ni dosegel pričakovanega rezultata. Ko je hitra zmaga na Poljskem omogočila Nemčiji, da je okrepila svojo vojsko z domačimi vojaki, je bila ofenziva ustavljena. Francoske sile so se nato umaknile do 17. oktobra.     

## Spopad
Skoraj vsakdo je pričakoval velik francoski napad na zahodni fronti kmalu potem, ko sta Združeno Kraljestvo in Francija napovedali vojno Nemčiji. Da bi pomagali Poljakom, ki so se bojevali proti Nemcem na vzhodu, so se Francozi odločiti napasti njihovo mejo z Nemčijo, da bi s tem pripeljali Nemce do boja na dveh frontah. Vendar pa niso vedeli, da se je 90 % nemške vojske bojevalo na Poljskem. 
Francoska ofenziva v dolini Porenje se začela 7. septembra 1939, štiri dni potem, ko je Francija napovedala vojno Nemčiji. Wehrmacht je sodeloval v napadu na Poljsko in francoska vojska je imela odločilno številčno prednost ob meji z Nemčijo, a Francozi pri tem skupaj z Angleži niso mogli pomagali Poljakom. Enajst francoskih divizij, ki so bili del skupine druge vojske, so napredovale vzdolž 32-kilometerske meje pri Saarbrücknu, proti šibki nemški vojaški opoziciji. Francoska vojska je napredovala in po 8 kilometrih zavzela približno 12 nemških mest in vasi brez upora: Gersheim, Medelsheim, VHS, Niedergailbach, Bliesmengen, Ludweiler, Brenschelbach, Lauterbach, Niedaltdorf, Kleinblittersdorf, Auersmacher in Sitterswald. V bitki so bili štirje francoski tanki Renault R35 uničeni na severu Bliesbrucka. 
Do 9. septembra so francozi zasedli večino Warndtskega gozda. 10. septembra, medtem ko je bil izveden manjši nemški protinapad, s katerim so Nemci ponovno zavzeli vasi Apach, so se francoske sile nekaj ur pozneje umaknile. Francoski 32. pehotni polk, ki je napredoval do 12. septembra, je zasedel nemško mesto Brenschelbach, pri tem pa so Francozi izgubili enega poveljnika in sedem vojakov. V bližini meje s Francijo, Nemčijo in Luksembourgom je bil v bitki uničen schengenski most. 
Ofenziva je bila ustavljena 16. septembra 1939, potem ko so francoske sile zavzele 7 kvadratnih kilometrov Warndtskega gozda. Francozi so se ustavili blizu Siegfriedove linije, čeprav so prišli nekaj kilometrov južno od nje, takoj vzhodno od Saarbrückna. 
Francozi so zavzeli nemško ozemlje vzdolž celotne fronte Ren-Moselle, vendar je general Maurice Gamelin zaradi grozečega zloma Poljske 21. septembra ukazal francoskim enotam, da naj zapustijo to območje in se vrnejo na izhodiščne položaje na Maginotovi liniji. Nekateri francoski generali, kot npr. Henri Giraud, so umik videli kot zapravljeno priložnost in so izrazili svoje veliko nestrinjanje z generalom Gamelinom.
Ko je potekal umik, so 28. septembra francoske sile premagale protinapad nemškega 18. pehotnega polka na območju med Bischmisheimom in Ommersheimom.
17. oktobra 1939, več kot en mesec po končani ofenzivi, je bil umik končan. Saarska ofenziva je zahtevala približno 2000 francoskih žrtev (ubitih, poškodovanih, pograšenih in ujetih).